# Territorialabtei Wettingen-Mehrerau
Die Territorialabtei Wettingen-Mehrerau (lateinisch Abbatia territorialis Beatae Mariae Virginis de Maris Stella et de Augia Majore) ist ein Zisterzienserkloster mit Sitz in Bregenz (Vorarlberg), ein Stück westlich des Stadtgebiets am Bodenseeufer. Aufgrund der Sonderstellung von Wettingen-Mehrerau als Territorialabtei ist ihr Abt Mitglied der Österreichischen Bischofskonferenz.
Der Abt trägt den Titel Abt von Wettingen und Prior von Mehrerau. Er steht der Zisterzienserkongregation von Mehrerau als Praeses natus vor.

## Geschichte

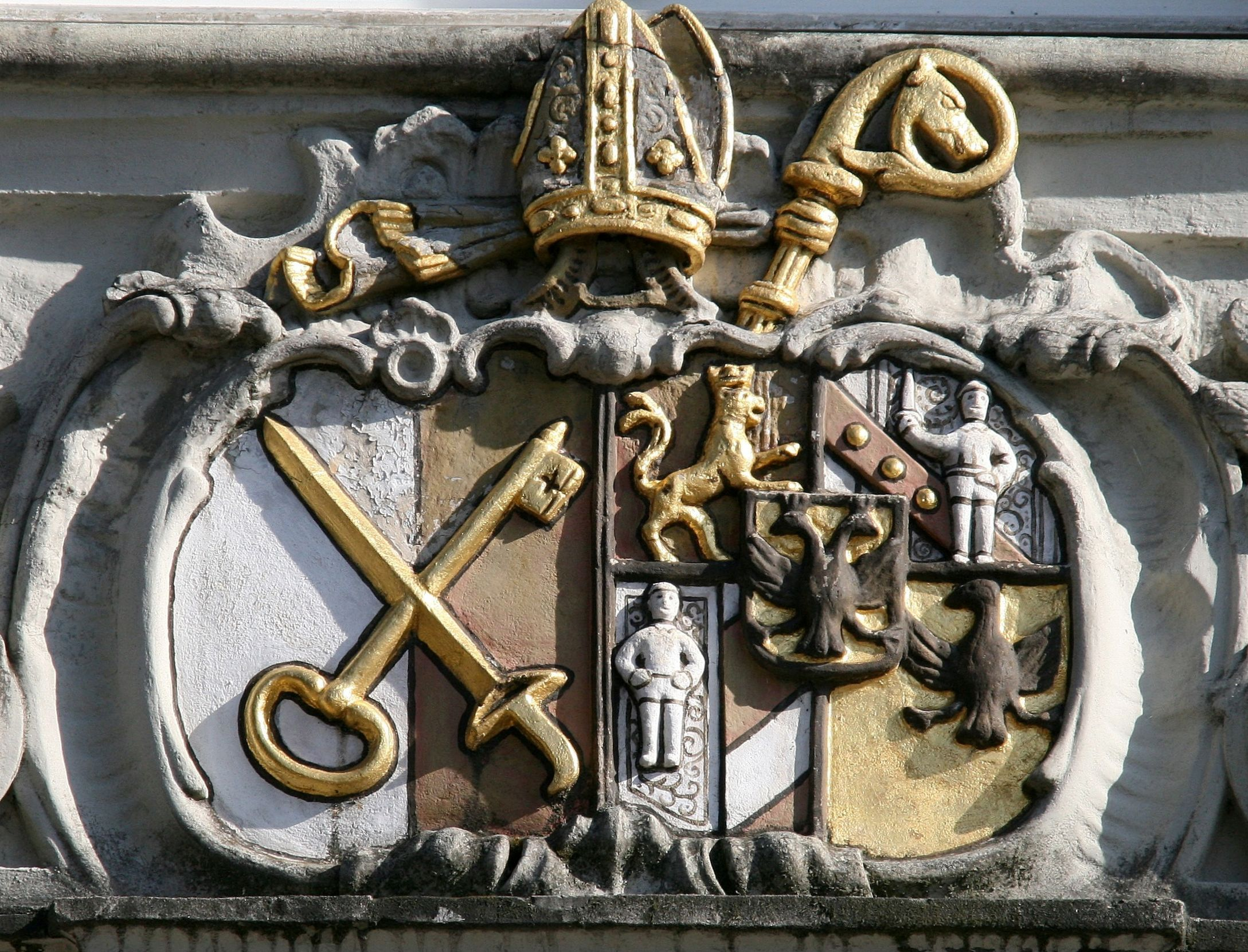
Wappen

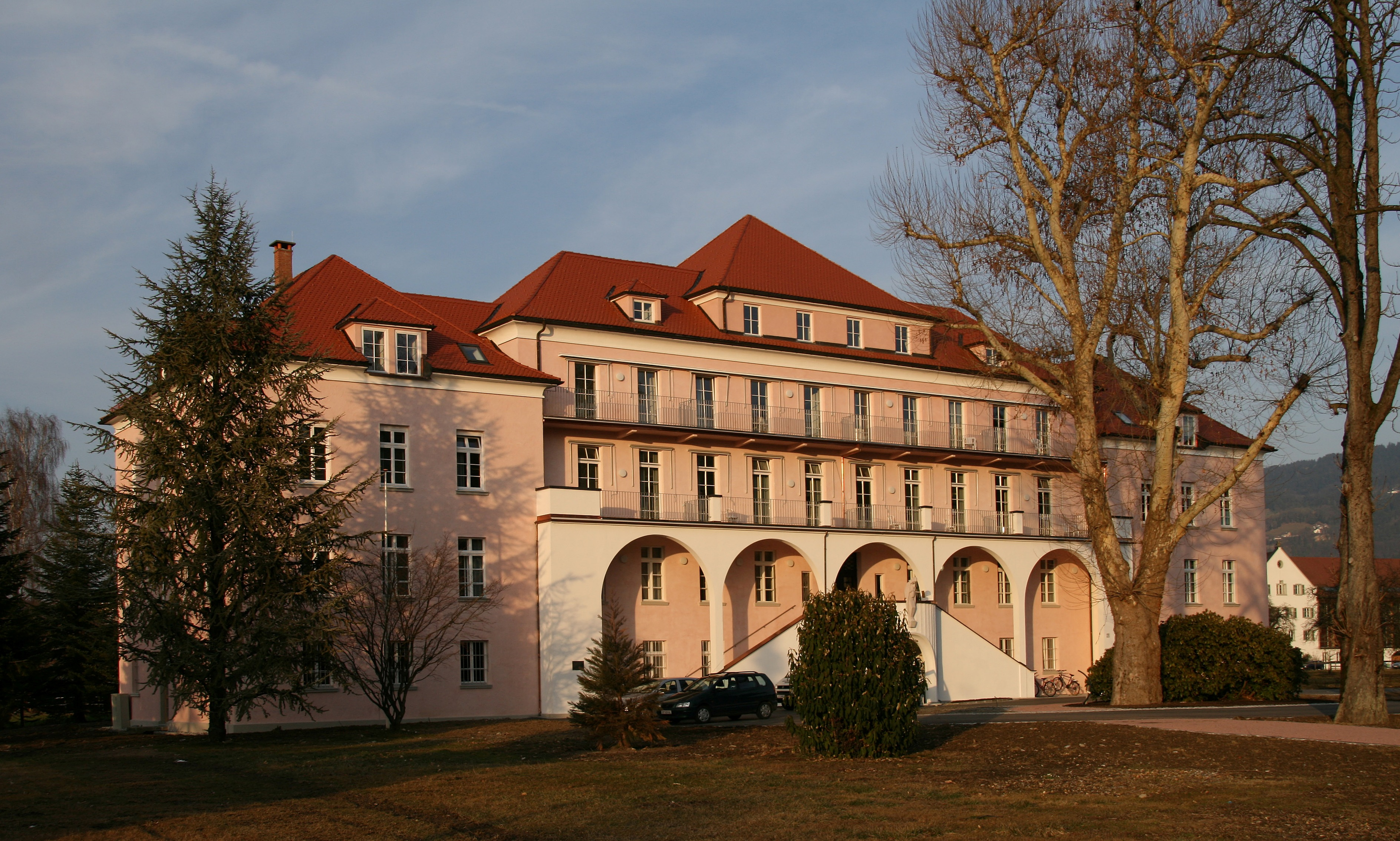
Sanatorium, erbaut 1923 von Clemens Holzmeister

Ursprünglich wurde das Kloster von Graf Ulrich X. von Bregenz in Andelsbuch im Bregenzerwald an Stelle einer Einsiedelei gegründet.
1083 wurden Benediktiner aus dem Kloster Petershausen (Konstanz) dort angesiedelt. 1090 erfolgte der Umzug ans Bodenseeufer bei Bregenz und am 27. Oktober 1097 erfolgte durch Bischof Gebhard III. von Konstanz die Grundsteinlegung der neuen St. Petrus und St. Paulus geweihten Kirche. 1125 war der Kirchenbau im Kloster „St. Peter in der Au“ abgeschlossen und die Kirche wurde geweiht. Das Benediktinerkloster Mehrerau war den heiligen Märtyrern Venustus und Apronianus geweiht.
Im Zuge des Investiturstreites in Schwaben bzw. im Bodenseegebiet wurde die Mehrerau 1245 in den Kämpfen zwischen Papsttum und Kaisertum von den Anhängern Kaiser Friedrichs II. ausgeplündert und niedergebrannt. Bei der Auflösung der Abtei wurden viele Gebäude vollständig abgerissen und die Bibliothek in alle Winde zerstreut.
Während der Appenzellerkriege (1401–1429) wurde die Mehrerau nicht in große Mitleidenschaft gezogen und auch während des Dreißigjährigen Krieges, der die Stadt Bregenz 1647 aufs schwerste heimsuchte, wurden die Konventgebäude zwar geplündert, aber nicht beschädigt.
Unter Abt Gebhard Raminger (1582–1616) wurden das ganze Klostergebäude renoviert und der prächtige Bibliothekssaal erbaut. 1682 verfasste der Mehrerauer Benediktinerpater Placidus Helbock eine kurzgefasste Gründungsgeschichte des Klosters unter dem Titel Monasterii Brigantini prima origo. Bis in die zweite Hälfte des 18. Jahrhunderts konnte das Kloster durch Schenkungen der Montforter Grafen (Nachfolger der Grafen von Bregenz) seinen Besitz vergrößern und anstelle der früheren romanischen Basilika von 1740 bis 1743 unter Abt Franciscus Pappus von Tratzberg durch den Vorarlberger Barockbaumeister Franz Anton Beer einen Neubau der Klosterkirche errichten lassen.
1805 kam Bregenz zum Königreich Bayern und das Kloster wurde aufgehoben. Das Kloster wurde geplündert, die barocke Kirche zerstört und als Steinbruch für den Neubau des Lindauer Hafens verwendet. Die Konventgebäude wurden als Fabrik und Kaserne adaptiert.
Nach 1850 wurde das Kloster wieder besiedelt und mit Genehmigung von Kaiser Franz Joseph wurde es zur Zuflucht der Zisterzienser des Klosters Wettingen im Kanton Aargau in der Schweiz, das 1841 geschlossen worden war. Am 18. Oktober 1854 wurde die Abtei unter dem Namen „Wettingen-Mehrerau“ eröffnet.
Im 19. Jahrhundert fiel Mehrerau eine Schlüsselrolle beim Wiedererstarken des Zisterzienserordens zu. Wettingen war zunächst Mitglied der Schweizerischen, dann der Österreichischen Kongregation. 1888 lösten sich Wettingen und die Abtei Marienstatt von der Österreichischen Kongregation und bildeten gemeinsam mit den Schweizer Frauenklöstern, die Wettingen-Mehrerau unterstellt waren, die Mehrerauer Kongregation. Von ihr gingen Neugründungen in Sittich (Slowenien) und Mogila (Polen) aus.
1919 kaufte das Kloster die Wallfahrtskirche Birnau und das nahe gelegene Schloss Maurach; es betreibt sie bis heute als Priorat. In Mehrerau betreibt das Kloster ein Sanatorium, das als Belegspital geführt wird, und das Collegium Bernardi, ein Gymnasium mit Internat. Das Kloster ist auch in der Holz- und Landwirtschaft tätig, so durch einen Klostergutshof, eine Klostergärtnerei, eine Zimmerei sowie eine Tischlerei.
Rund um das Kloster Mehrerau ist seit 2009 dem Streuobst ein Obstlehrpfad gewidmet. Auf dem Rundweg werden an 20 Stationen die Streuobstsorten des Unteren Rheintals vorgestellt.
Im Zuge der Diskussion über sexuellen Missbrauch in der römisch-katholischen Kirche in Deutschland kamen auch Berichte über Missbrauchsfälle aus den 1950er Jahren bis in die 1990er Jahre in der Abtei auf. So berichtete der Spiegel Anfang 2010 über häufige Kindesmisshandlungen und Kindesmissbrauch in der Klosterschule Mehrerau. In der Folge wurde gemeinsam mit öffentlichen Stellen und mit Schulpsychologen ein Verhaltenskodex entwickelt.
Im Hinblick auf das 800-Jahr-Jubiläum der Zisterzienser von Wettingen-Mehrerau im Jahr 2027 wird die teilweise rund 900 Jahre alte Klosteranlage in einem fünfjährigen Sanierungsprogramm saniert.

## Baubeschreibung

### Klosterkirche
Die Kirche ist dem Fest Mariä Himmelfahrt geweiht und liegt im Norden der Klosteranlage. In den Jahren 2024 und 2025 wurde die Klosterkirche saniert.
Kirchenäußeres
Die Kirche ist ein einfacher Langhausbau mit gerade abschließendem Querhaus. Das gesamte Bauwerk liegt unter einem Satteldach. Der rechteckige Chor ist eingezogen und niedriger als das Langhaus. Der Kirchturm schließt direkt an den Chor an. Er ist zweigeschoßig und wird durch Eckpilaster gegliedert. Im Obergeschoß weist er Rundbogenöffnungen als Schallfenster auf. Der Kirchturm wird durch einen Giebelspitzhelm von 1872 bekrönt. An der Giebelfassade ist ein Risalit mit großem Kreisfenster und Betongussskulpturwand mit dem Thema der „Apokalypse“. Es wurde in den Jahren 1961/1962 von Herbert Albrecht geschaffen.
Kircheninneres
Die Kirche bildet einen hohen langen Saalraum mit offenem Holzdachstuhl. Die Wände sind durch hohe Pilaster-Lisenen gegliedert. Unter dem Dachansatz befinden sich Lichtschlitze. Die Querschiffwand wird von großen Kreisfenstern durchbrochen. An der rechten Langhauswand führen drei rechteckige Öffnungen zu den rechteckigen, niedrigen und flachgedeckten Seitenkapellen. Das Presbyterium mit halbkreisförmigem Abschluss liegt etwas erhöht. Über dem Chorraum ist eine Holzsatteldecke. Am Westende des Kirchenschiffes ist eine Empore, auf der die Hauptorgel steht.
Ausstattung
Über dem Altar sind Jesus und die zwölf Apostel dargestellt. Im linken Querhaus steht die Chororgel. Im rechten Querschiff steht der Tabernakel aus Marmor. Dieser wurde 1963 von Hans Arp geschaffen. In der vorderen Seitenkapelle steht ein „Passion Christi“-Altar von Aelbert Bouts vom Ende des 15. Jahrhunderts. Am Mittelflügel des Altares ist die Kreuzerhöhung dargestellt, am linken Seitenflügel die Kreuztragung und am rechten Flügel der Kreuzfall. In der mittleren, der Gnadenkapelle, steht ein Altar mit zwei Flügeln, auf denen die Verkündigung Mariens dargestellt ist. Sie wurde in Schwaben um 1480 geschaffen. In der hintersten Seitenkapelle hängt ein Tafelbild, das die heilige Anna selbdritt und den heiligen Paulus zeigt. Das Bild stammt aus der Werkstatt Bernhard Strigels aus der Zeit um 1515. Unter der Empore ist eine Marienkapelle. In dieser befindet sich eine Marienstatue mit Kind. Sie stammt aus Schwaben und wurde um 1510 geschaffen. Eine weitere Kapelle befindet sich beim Abgang zur Unterkirche. In dieser befindet sich eine Figurengruppe, die das Kruzifix mit Maria und Johannes darstellt. Die Figurengruppe stammt vom Anfang des 16. Jahrhunderts. Die Apostelkreuze schuf Herbert Albrecht.

### Kongregationskapelle
Die Kongregationskapelle ist dem heiligen Bernhard von Clairvaux geweiht und bildet den Nordabschluss des Kollegtraktes im zweiten Obergeschoß. Sie wurde nach einem Konzept von Abt Laurentius Wocher und Plänen von Jakob Hütle zwischen 1868 und 1888 erbaut und anschließend geweiht. Die Kapelle ist ein gerade abschließender Bau mit einem gegenüber dem Kollegetrakt höheren Satteldach mit nordseitigem Glockentürmchen. Dieser hat über einem quadratischen Untergeschoß ein achteckiges Turmgeschoß mit Haube.

## Heilbad Mehrerau
Die Wurzeln des späteren Sanatoriums sind in einem Heilbad in der Mehrerau zu finden (sogenanntes „Oberes Bad“). Es handelte sich bei der Heilquelle um eine schwache Schwefelquelle. Mit dem Verkauf des Heilbades an das Stift wurde das Sanatorium errichtet (1922–1923, Gestaltung Clemens Holzmeister), welches 1923 eröffnet wurde und die Heilquelle noch weiter nutzte, bis diese nach 1935 versiegte, weil der Grundwasserspiegel absank.